# Franz Scheibler
Franz Scheibler (* 3. Januar 1898 in Winterthur; † 27. April 1960 ebenda) war ein Schweizer Architekt, der vor allem in und um Winterthur tätig war. Als Schüler von Heinrich Tessenow sind seine Werke stark von ihm beeinflusst.

## Leben
Franz Scheibler wurde in Winterthur geboren und wuchs in einfachen Verhältnis auf – seine Eltern waren zugewanderte, mittellose Arbeiter. Nach der Sekundarschule absolvierte er von 1912 bis 1916 eine Lehre als Bauzeichner beim Baugeschäft Lerch in Winterthur. Im Anschluss daran studierte er Architektur am Technikum Winterthur, welches er 1919 abschloss. Danach arbeitete zunächst während zwei Jahren als Bautechniker bei Rittmeyer und Furrer und ging danach für zwei Jahre nach Dresden, um an der Akademie der Künste bei Heinrich Tessenow zu studieren. Auch nach Abschluss seiner Ausbildung blieb er zeitlebens mit Tessenow im Kontakt.
Nach Dresden kehrte er im September 1923 zurück nach Winterthur, wo er ein eigenes Büro eröffnete. Scheibler befasste sich mit dem sozialen Wohnungsbau und es entwarf Reihenhäuser mit Selbstversorgungsgärten, als erstes Projekt durfte er an der Jonas-Furrer-Strasse vier Reihenwohnhäuser realisieren, die offensichtlich auch von Tessenows Reihenhäusern Am Schänkenberg in der Gartenstadt Hellerau bei Dresden inspiriert waren. In Zusammenarbeit mit Adolf Kellermüller zeichnete er sich für 1925 bis 1929 entstandene Kolonie Selbsthilfe im Eigenheimquartier verantwortlich, der wahrscheinlich ersten Selbsthilfesiedlung der Schweiz. Während den 1920er-Jahren widmete sich Scheibler hauptsächlich dem sozialen Wohnungsbau. Als die staatliche Wohnbauförderung 1932 ein Ende fand, wandte sich Scheibler vermehrt Eigenheimbauten zu, mit denen er sich in den 1930er-Jahren hauptsächlich beschäftigte. Dabei setzte er sich auch mit dem Baustoff Holz auseinander, zu nennen ist hierbei die 1934 entstandene Holzhaussiedlung an der Weststrasse. Zudem beteiligte er sich 1939 an der Landi mit dem Pavillon «Unser Holz».
1936/37 zügelte Scheibler mit seinem Architekturbüro ins Haus zum Warteck, dass ebenfalls Geschäftssitz der Ed. Bühler & Co war, wodurch er zu einigen Aufträgen aus dem Umfeld der Familien Bühler und Volkart kam. Mit der ebenfalls wieder in Leben gerufenen staatlichen Wohnbauförderung beschäftige er sich ab 1938 auch wieder vermehrt mit dem sozialen Wohnungsbau. Später entwarf er Geschäfts- sowie Schulhäuser und war mit Altstadtsanierungen beschäftigt. Oft wurde er als Preisrichter bei architektonischen Wettbewerben eingesetzt. Ab 1939 war er auch als Obmann der Zürcher Ortsgruppe des Bundes Schweizerischer Architektinnen und Architekten tätig.
Politisch sass er während einigen Jahren im Grossen Gemeinderat der Stadt Winterthur und war Mitglied der städtischen Bebauungsplankommission. Weitere Mandate umfassten unter anderem die Bankkommission der Schweizerischen Volksbank Winterthur, von der er ab 1956 Präsident war, und die kantonale Natur- und Heimatschutzkommission.
Scheibler starb 1960 nach schwerer Krankheit im Alter von 63 Jahren. Sein Sohn Ulrich Scheibler führte sein Architekturbüro weiter und war zudem als Stadtbaumeister von Winterthur tätig.

## Werke (Auswahl)
- Siedlung Jonas-Furrer-Strasse, Winterthur 1924
- Kolonie Selbsthilfe, Winterthur, Winterthur 1925–1929
- Siedlung Holzhaus, Winterthur, Winterthur 1931–1934
- Umbau Stadtkasino und Stadttheater Winterthur, Winterthur 1932–1936 (zusammen mit J. Bühler)
- Bauten für den Sitz des «Milchverbandes Winterthur», Winterthur 1940/41
- Landwirtschaftliche Schule, Bülach 1943/44
- Siedlung Weststrasse, Winterthur 1943
- Siedlung Schachen, Winterthur 1947
- Erweiterungsbau der «Unfall Winterthur», Winterthur 1948–1952
- Textilfabrik E. Bühler & Co., Kollbrunn 1948
- Renovation Kirche Flaach, 1951–1953
- Sekundarschule Eglisau, 1952/53
- Bürger- und Altersheim, Egg 1953
- Gartenhotel Winterthur 1955–1957
- Betriebs- und Verwaltungsgebäude des städtischen Elektrizitätswerks, Winterthur 1956–1958
- Kunsteisbahn Zelgli, Winterthur 1957
- Verwaltungsgebäude der Mobiliarversicherung Winterthur 1958/59
- Schulhaus Schönengrund, Winterthur 1958/59